# Palmarès des pilotes québécois aux 500 miles d'Indianapolis
Palmarès des pilotes québécois à l’épreuve des 500 miles d’Indianapolis.
Les deux premiers québécois à se qualifier pour les 500 miles d’Indianapolis, non seulement venaient-ils de la même famille, mais portaient aussi exactement le même nom, Jacques Villeneuve. Pour les différencier, le plus vieux des deux, le frère de Gilles Villeneuve, sera présenté en tant que Jacques Villeneuve Sr.

## Jacques Villeneuve Sr.
| Année | Position de départ               | Arrivée | Nombre de tours         |
| ----- | -------------------------------- | ------- | ----------------------- |
| 1984  | Non-qualifié (Accident)          | -       | -                       |
| 1985  | Non-qualifié (Accident, blessé ) | -       | -                       |
| 1986  | 15                               | 20      | 154 (ennuis mécaniques) |

## Jacques Villeneuve
| Année | Position de départ | Arrivée | Nombre de tours |
| ----- | ------------------ | ------- | --------------- |
| 1994  | 4                  | 2       | 200             |
| 1995  | 5                  | 1       | 200             |
| 2014  | 27                 | 14      | 200             |

## Claude Bourbonnais
| Année | Position de départ | Arrivée | Nombre de tours       |
| ----- | ------------------ | ------- | --------------------- |
| 1997  | 32                 | 30      | 9 (ennuis mécaniques) |
| 1998  | Non-qualifié       | -       | -                     |

## Patrick Carpentier
| Année | Position de départ      | Arrivée | Nombre de tours         |
| ----- | ----------------------- | ------- | ----------------------- |
| 2005  | 25                      | 21      | 153 (ennuis mécaniques) |
| 2011  | Non-qualifié (Accident) | -       | -                       |

## Alexandre Tagliani
| Année | Position de départ | Arrivée | Nombre de tours |
| ----- | ------------------ | ------- | --------------- |
| 2009  | 33                 | 11      | 200             |
| 2010  | 5                  | 10      | 200             |
| 2011  | 1                  | 28      | 147 (Accident)  |
| 2012  | 11                 | 12      | 200             |
| 2013  | 11                 | 24      | 196             |
| 2014  | 24                 | 13      | 200             |
| 2015  | 20                 | 17      | 200             |